# Regiunea Mureș-Autonomă Maghiară

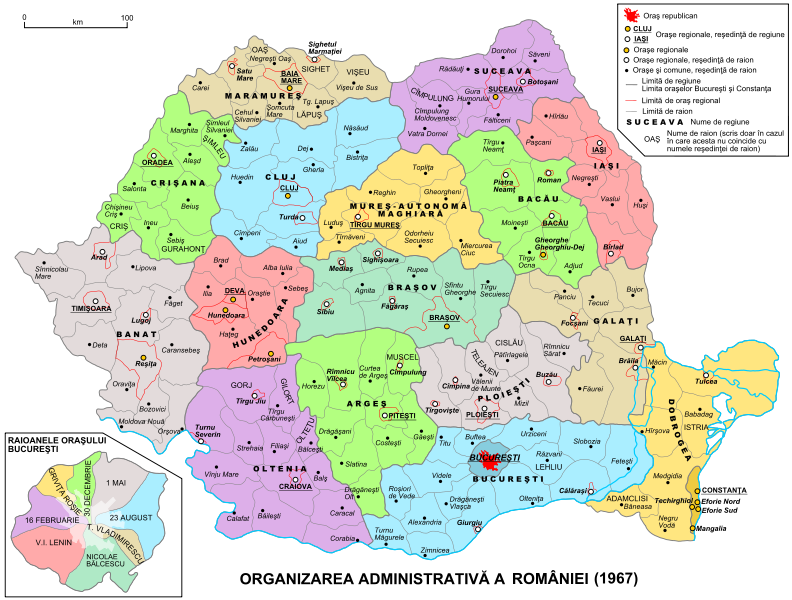
Regiunea Mureș-Autonomă Maghiară în cadrul împărţirii administrative a României (1960-1968)

Regiunea Mureș-Autonomă Maghiară a fost o diviziune administrativ-teritorială situată în centrul Republicii Populare Române, înființată în anul 1960 (când au fost reorganizate regiunile Autonomă Maghiară și Stalin) și care a existat până în anul 1968, atunci când regiunile au fost desființate. 

## Istoric
În urma reorganizării administrative din 1960, Regiunea Mureș-Autonomă Maghiară a preluat o mare parte din suprafața Regiunii Autonome Maghiare, dar a pierdut raioanele de pe teritoriul de astăzi al județului Covasna ce au fost încorporate în cadrul Regiunii Brașov. Reședința regiunii a fost la Târgu Mureș, iar teritoriul său cuprindea o suprafață similară cu cea a actualelor județe Harghita și Mureș. 
Două raioane, care până în 1952 aparținuseră regiunii Mureș, locuite în majoritate de români (Luduș și Târnăveni), trec de la Regiunea Cluj la Regiunea Mureș-Autonomă Maghiară, iar alte două raioane, cu populație majoritar maghiară, Târgu Secuiesc și Sfântu Gheorghe, cu 85,3% și respectiv 90,2% maghiari conform recensământului din 1956, care între 1950-1952 aparținuseră Regiunii Stalin, iar între 1952-1960 Regiunii Autonome Maghiare, trec în 1960 la Regiunea Brașov (succesoarea Regiunii Stalin). Odată cu aceste modificări proporția populației maghiare scade de la 77,3% la 62,2%.

## Vecinii regiunii Mureș-Autonomă Maghiară
Regiunea Mureș-Autonomă Maghiară se învecina:
- 1960-1968: la est cu regiunea Bacău, la sud cu regiunea Brașov, la vest și nord-vest cu regiunea Cluj, iar la nord cu regiunea Suceava.

## Raioanele regiunii Mureș-Autonomă Maghiară
Regiunea Mureș-Autonomă Maghiară a cuprins următoarele raioane: 
- 1960-1968: Ciuc, Gheorgheni, Luduș, Odorhei, Reghin, Târgu Mureș, Târnăveni, Toplița